# Bernard Cabanes
Pour les articles homonymes, voir Cabanes.
Bernard Joseph Cabanes (né le 27 août 1933, mort le 14 juin 1975) est un journaliste français, rédacteur en chef de l'AFP.
Il est victime d'un attentat à la bombe à son domicile dans la nuit du 12 au 13 juin 1975, la bombe était en fait destinée à son homonyme Bernard Cabanes, rédacteur en chef du Parisien Libéré, ce qui provoque une réprobation générale.

## Biographie
Bernard Joseph Cabanes est né le 27 août 1933 à Clermont-l'Hérault. Titulaire d'un bac de philosophie, il fait une licence de droit avant de faire son service militaire en Algérie. C'est durant cette période que naît sa vocation de journaliste. Il travaille au  quotidien du soir Dernière Heure jusqu'en 1961, puis au bureau de l'AFP à Alger.
En 1967, il est nommé correspondant de l'Agence France-Presse à Hanoï, où il fut pendant une période le seul correspondant occidental. En 1968, il rentre à Paris et s'impose à la rédaction en chef de l'AFP.
En juin 1975, il est nommé directeur du bureau de Rome. Durant la nuit du 12 au 13 juin, il entend un bruit derrière la porte de son appartement à Garches, s'approche et il est victime de l'explosion d'une bombe déposée sur son palier. L'enquête fait le rapprochement avec la tentative d'attentat commise peu de temps après au domicile d'André Bergeron, secrétaire général de Force Ouvrière. Bernard Cabanes est victime de son homonymie avec un autre journaliste appelé, lui aussi, Bernard Cabanes, rédacteur en chef au Parisien Libéré.
En signe de deuil et pour lui rendre hommage, l'Agence a arrêté tous ses télétypes pendant 15 minutes dans le monde entier.

## Prix Bernard-Cabanes
La Société des Amis de Bernard Cabanes attribue entre 1977 et 1982, un prix international de journalisme à son nom. Ce prix, "La Plume d'Or", réalisé par la Maison Boucheron, joaillier à Paris, est remis, en 1977, à une journaliste britannique, Maureen Johnson (A.P.) et, en 1978, au journaliste égyptien Hazem Foda(M.E.N.A.). En 1979, le journaliste de l'A.F.P. Jean-Pierre Gallois le reçoit à son tour ; puis, en 1980, c'est Aline Mosby (U.P.I.) qui est récompensée. En 1981, le prix n'est pas attribué. En 1982, il est décerné pour la dernière fois à Nicolas Moore (Reuters).